# Wilmerding
Wilmerding es un borough situado en el condado de Allegheny, Pensilvania, Estados Unidos. Tiene una población estimada, a mediados de 2024, de 1719 habitantes.

## Geografía
La localidad está ubicada en las coordenadas 40°23′39″N 79°48′36″O / 40.39417, -79.81000 (40.39418, -79.810049).

## Demografía
Según la estimación 2019-2023 de la Oficina del Censo, los ingresos medios de los hogares de la localidad son de $37,764 y los ingresos medios de las familias son de $55,662. Alrededor del 29.1% de la población está por debajo de la línea de pobreza.